# کوستا دلیزوزا
کوستا دلیزوزا (به انگلیسی: Costa Deliziosa) یک کشتی است که طول آن ۲۹۴ متر (۹۶۴٫۵۷ فوت) می‌باشد. این کشتی در سال ۲۰۰۹ ساخته شد.